# Бэйд, Аннет
Аннетт Маргарет Бэйд (англ. Annette Margaret Bade; 22 марта 1900, Нью-Йорк — 2 сентября 1975, Флорида)  — американская актриса и модель, наиболее известная как девушка Зигфельда.

## Биография

### Ранние годы
Аннет Маргарет Бэйд родилась в Нью-Йорке в семье Уильяма Бэйда и Лилиан С. Бэйд (урождённая Диттман). Родители Аннет, как и все члены её семьи, были выходцами из шоу-бизнеса. Она ушла из школы после окончания 8-го класса.

### Карьера
Аннет Бэйд в молодости была моделью модистки.  Её бродвейские заслуги включали роли в фильмах ряде фильмов : «Девушка века» (1916–1917), « Слова и музыка» (1917–1918), « Афродита » (1919), «Полуночный вихрь» Морриса Геста (1919–1920),  Ziegfeld Midnight Frolic (1921), Ziegfeld 9 часов Frolic (1921), Ziegfeld Frolic (1922),  Cold Feet (1923),  и Vogues 1924 (1924). Бэйд также снялась в одном немом фильме «Женское дело» (1920). Параллельно выступала в качестве фотомодели и была одной из актрис, клиенток британского дизайнера Люси, леди Дафф Гордон.  Критик Джордж Джин Натан пошутил: «Я преклоняюсь перед Мольером и ногами Аннет Бэйд». Другой критик[кто?] охарактеризовал её как «стройную, красивую, молодую и обладающую голосом где-то между нытьем и шепотом».

### Личная жизнь
Аннет Бэйд вышла замуж за рекламного менеджера Альфреда Кларенса Мейса-младшего. Альфред умер в 1934 году. У Бейд, которую всегда описывали как маленького роста, была дочь Энн Кэтрин Мейс (1925–1980), рост которой превышал шесть футов; она также стала танцовщицей. 6 мая 1944 года Бэйд вышла замуж повторно за Ирвинга, пара обручилась в Манхэттене. В переписи 1940 года Бэйд указывала свою профессию как продавщица.
Скончалась 2 сентября 1975 года во Флориде.